# Frederick Augustus Abel

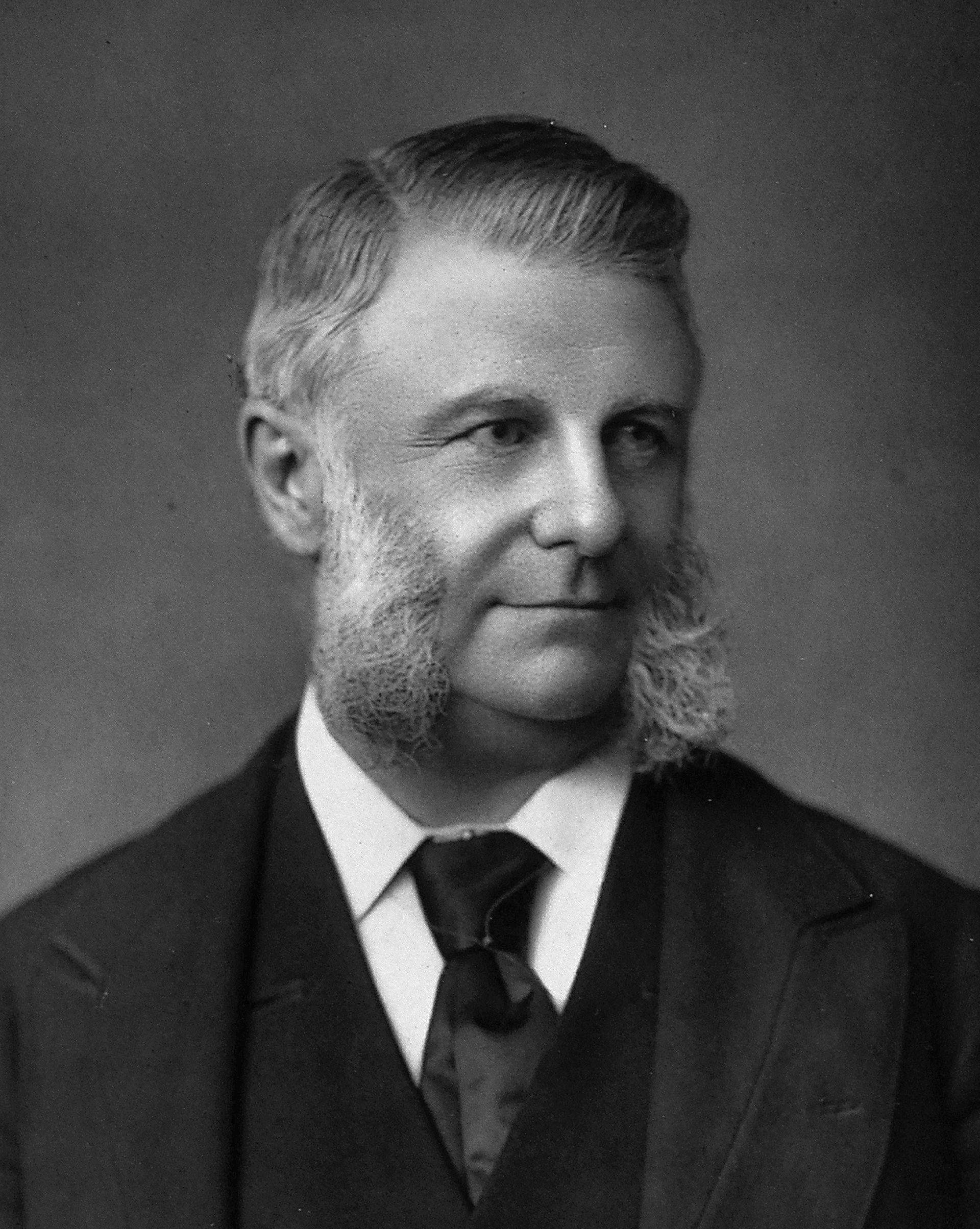
Frederick Augustus Abel

Frederick Augustus Abel (Woolwich, 17 juli 1827 — Londen, 6 september 1902) was een Engels chemicus die met
James Dewar bekend werd als de uitvinder van cordiet. 